# Mann im Schatten
Mann im Schatten ist ein österreichischer Kriminalfilm aus dem Jahr 1961, der unter der Regie von Arthur Maria Rabenalt entstand. Das Drehbuch wurde von Wolfgang Menge, wie bei seinen Arbeiten für die populäre Stahlnetz-Reihe, nach einem wahren Kriminalfall verfasst. Die Uraufführung fand am 25. August 1961 in Wien statt.

## Handlung
Wien im April 1961. Die wohlhabende Strickmodenfabrikantin Miriam Capell wird ermordet in ihrer mit ständig fließendem Wasser befüllten Badewanne aufgefunden. Sie war am Tag zuvor nach einer geschäftlichen Besprechung in ihrer Wohnung nicht, wie eigentlich avisiert, in ihr Büro zurückgekehrt. Die Besprechung sollte angeblich mit einem geheimnisvollen Dr. Melchers geführt werden, der ihr dringend benötigte, moderne Strickmaschinen ohne die sonst übliche mehrjährige Lieferfrist verschaffen wollte. Nachdem sie auch am nächsten Tag nicht in ihrem Unternehmen erschienen war, hatte ihr ehemaliger Geliebter Franz Villinger, der auch als Angestellter in ihrem Unternehmen arbeitet, Abgängigkeitsanzeige bei der Polizei gestellt. Zusammen mit einem Polizeibeamten findet er am selben Abend die Tote.
Sowohl Franz Villinger, der sich in Miriams Nichte Barbara Jäger verliebt hat, die seit kurzem bei ihrer Tante wohnt, als auch der geheimnisvolle Gast der Miriam Capell geraten nunmehr in das Visier der Ermittler des Sicherheitsbüros um Polizeirat Dr. Radosch. Dieser erhält Unterstützung von Kriminalrat Born aus Düsseldorf, der kurzfristig nach Wien gereist ist. Dort wurde ein ähnliches Verbrechen an einer reichen Unternehmerin verübt, die ebenfalls in ihrer Badewanne aufgefunden wurde. Die Ermittler können eine erste Spur zu dem unauffindbaren Dr. Melchers aufnehmen. Josef Kaschubek, der Bruder eines Angestellten aus dem Unternehmen der Ermordeten und beruflich oft auf Reisen, gibt an, einen Dr. Melchers im Speisewagen eines Zuges nach Wien kennengelernt zu haben. Auch andere Personen werden von der Polizei überprüft. So Professor Höfner, der an der Modeschule der Stadt Wien unterrichtet und über die Schule Aufträge von der Strickmodenfabrik erhält. Zudem ist er mit der Directrice Vera Valentin liiert.
Ein Handelsvertreter namens Melchers, der auch zur fraglichen Tatzeit in Düsseldorf war, wird festgenommen. Doch der Zeuge Josef Kaschubek schließt bei einer Gegenüberstellung eindeutig aus, dass es sich bei diesem um die Bekanntschaft aus dem Zug handelt. Kopfzerbrechen bereitet den Ermittlern weiterhin die genaue Bestimmung der Tatzeit, da das fließende Wasser entsprechende Erkenntnisse erheblich erschwert. Zunächst gehen sie davon aus, dass der Mord am Tag ihres Auffindens stattfand und überprüfen entsprechend die Alibis der Verdächtigten. Barbara Jäger indes verabredet sich mit Franz Villinger, damit er sie in die Wohnung der Toten begleitet. Sie will ein dringend benötigtes Buch holen. Als Villinger nicht erscheint, geht sie alleine in die Wohnung. Dort überrascht sie einen Eindringling, der sie sofort niedersticht. Barbara wird verletzt in ein Krankenhaus eingeliefert.
Bei einem Restaurantbesuch kommt Dr. Radosch nach der Lektüre der Speisekarte ein entscheidender Gedanke. Miriam Capell hat ihre letzte Mahlzeit, Spinat, nicht am Tag ihres Auffindens, sondern bereits am Tag zuvor, dem Tag ihres Verschwindens, eingenommen. Damit hat Franz Villinger kein Alibi für die Tatzeit. Er wird in Untersuchungshaft genommen. Er wird zudem verdächtigt, Barbara in der Wohnung niedergestochen zu haben, nachdem er keine Erklärung für sein Nichterscheinen abgibt. Dr. Radosch gibt sich mit der Verhaftung Villingers noch nicht zufrieden. Ein nicht aufgezogener Wecker und ein Besuch beim Fernmeldetechnischen Zentralamt führen ihn zu dem wahren Täter. Sein Schachpartner und Pianist Hofleitner wird eilig zu einer Gegenüberstellung herbeigeholt, da die Beschreibung des Dr. Melchers auch auf ihn passt. Doch wieder gibt der Zeuge Josef Kaschubek an, in ihm nicht den Dr. Melchers aus dem Zug zu erkennen.
Dr. Radosch konfrontiert Kaschubek mit dem Umstand, dass er der einzige sei, der Dr. Melchers gesehen haben will. Als er daraufhin weiter eine Tatbeteiligung leugnet und Beweise fordert, zeigt er ihm das handschriftliche Original eines Telegramms an die Ermordete, in dem Dr. Melchers die letzte geschäftliche Besprechung am Tattag vorschlägt. Es trägt eindeutig die Handschrift Kaschubeks, wie der Vergleich mit einigen amtlichen Papieren Kaschubeks beweist. Josef Kaschubek wird verhaftet. Als Hofleitner beklagt, er müsse sich beeilen, sonst käme er zu spät zu seinem Auftritt und man bringe ihn um, rät ihm Dr. Radosch: „Sagen Sie, Sie hätten eben jemand umgebracht!“

## Hintergrund
Der Film sollte ursprünglich als Fernsehproduktion entstehen. Das Drehbuch von Wolfgang Menge nahm den sogenannten „Badewannenmord“, der in den 1940er Jahren in Wien für Aufsehen sorgte, als Vorlage.
Herbert Fux tritt in Mann im Schatten zum ersten Mal als (vermeintlicher) Filmbösewicht auf. Ossy Kolmann hat seinen ersten Filmauftritt, er spielt den Kriminalbeamten Stanzl.
Die Filmbauten stammen von Fritz Mögle und Heinz Ockermüller.

## Kritik
Der Spiegel beschreibt den Film in seiner zeitgenössischen Kritik:

„Regie-Veteran Arthur Maria Rabenalt […] hat nach einem gemütlich getüftelten Buch von Wolfgang Menge eine Art Wiener Heimatkrimi erzeugt, in dem ein Polizeirat den Mord an einer Strickmoden-Produzentin auf angeblich charakteristisch österreichische Weise aufklärt: pseudo-phlegmatisch und spielerisch heiter. Diese Lebensart wird mühelos von einem allerdings nicht handelsüblichen Schauspieler-Exemplar demonstriert: dem umfänglichen, liebenswürdig walrossigen Kabarettisten Helmut Qualtinger.“

Das Filmarchiv Austria bemerkt zu Helmut Qualtingers Darstellung:

„Oberpolizeirat Dr. Radosch ermittelt […] auf seine Weise, die aus heutiger Perspektive an Colombo ebenso wie an Kottan denken lässt.“

Der Betrachter der Cologne Conference hebt das Drehbuch von Wolfgang Menge hervor:

„Menges zurückhaltender und doch spannungsreicher Stil verbindet sich mit spezifisch wienerischem Charme zu einer doppelbödigen Melange: Vordergründig harmlos und nett, dahinter präzise und entlarvend.“